# دوره (لبنان)
دوره یک منطقهٔ مسکونی در لبنان است که در استان جبل لبنان واقع شده‌است.